# The Sultana
The Sultana er en amerikansk stumfilm fra 1916 af Sherwood MacDonald.

## Medvirkende
- Ruth Roland som Virginia Lowndes.
- William Conklin som Dr. Thomas Mills.
- Charles Dudley som Peter Fulton.
- Frank Erlanger som Durand.
- Daniel Gilfether som Willoughby Kirkland.